# Kenny Håkansson (basist)
Kenny Håkanson, född 25 november 1972, är en svensk musiker, mest känd för att han spelade bas i rockgruppen The Hellacopters. Han har även gjort gästinhopp på skivor av bland annat sångerskan Sofia Härdig. Håkanson driver idag en bokhandel på Södermalm i Stockholm.

## Band
- The Hellacopters - basgitarr 1994-2008 och 2016-2017
- Radio Airstrike - sång 1990-1991
- The Clint Eastwood Experience - sång 1987-1989
- Blasphemy - basgitarr ca 1986-1987
- Maximal Skandal - sång, basgitarr ca. 1985-1986
- Parodi - sång 1985
- Brain Dead Bodies, The Breaking, Belsen Barnen - sång, gitarr ca. 1981-1984